# Carlos Condit
Carlos Joseph Condit (ur. 26 kwietnia 1984 w Albuquerque) – amerykański zawodnik mieszanych sztuk walki (MMA), mistrz World Extreme Cagefighting (WEC) oraz tymczasowy mistrz Ultimate Fighting Championship w wadze półśredniej.

## Życiorys
Urodził się 26 kwietnia 1984 roku w Albuquerque w Nowym Meksyku i jest pochodzenia austriackiego, niemieckiego. Jego ojciec, Brian, był szefem sztabu byłego gubernatora stanu Nowy Meksyk i kandydata Demokratów na prezydenta, Billa Richardsona. Uczęszczał do Cibola High School na West Side w Albuquerque. Zaczął trenować zapasy w wieku dziewięciu lat i kontynuował to przez całą szkołę średnią. W wieku piętnastu lat zaczął trenować Gaidojutsu pod okiem Grega Jacksona.

## Kariera MMA

### Wczesna kariera
W zawodowym MMA zadebiutował 6 września 2002 roku w Meksyku wygrywając pojedynek przed czasem z Nickiem Roscorlą. Do 2005 roku walczył na lokalnych galach w Nowym Meksyku i Colorado uzyskując bilans 12 zwycięstw i tylko jednej porażki. 2 października 2005 wyjechał do Japonii by zmierzyć się z Satoru Kitaoką na gali Pancrase. Condit przegrał przez poddanie z Japończykiem. 20 stycznia 2006 wziął udział w mocno obsadzonym turnieju Rumble on the Rock na Hawajach w którym doszedł do finału ulegając w nim Jake'owi Shieldsowi na punkty. W tym samym roku ponownie został zakontraktowany przez Pancrase gdzie do końca roku stoczył dla japońskiej federacji trzy wygrane pojedynki, wszystkie przed czasem, pokonując m.in. Koji Oishiego.

### World Extreme Cagefighting
Legitymując się rekordem 18 zwycięstw (w tym wszystkie przed czasem) i 4 porażkami związał się z czołową organizacją w USA World Extreme Cagefighting (WEC. W debiucie który przypadł na 20 stycznia 2007 poddał Kyle'a Jensena, a dwa miesiące później w marcu zdobył tytuł mistrzowski WEC w wadze półśredniej (do 77 kg) również poddając rywala – tym razem Johna Alessio. Tytuł bronił trzykrotnie pokonując wszystkich pretendentów przed czasem (m.in. Brocka Larsona) po czym na przełomie 2008–2009 kategoria do 77 kg została zlikwidowana w WEC, zaś zawodnicy z ważnymi kontraktami zostali przeniesieni do największej organizacji na świecie Ultimate Fighting Championship (UFC).

### Ultimate Fighting Championship
1 kwietnia 2009, Condit nieoczekiwanie przegrał w pierwszej walce w nowej organizacji, minimalnie ulegając Duńczykowi Martinowi Kampmannowi niejednogłośnie na punkty lecz we wrześniu wygrał w kolejnym pojedynku, pokonując Jake'a Ellenbergera. Do 2011 roku stoczył trzy wygrane pojedynki kolejno z Kanadyjczykiem Rorym MacDonaldem, Brytyjczykiem Dannym Hardym oraz Koreańczykiem Dong Hyun Kimem – wszystkich ciężko nokautując i otrzymując za każdym razem bonusy finansowe od organizacji. 4 lutego 2012 pokonał jednogłośnie na punkty byłego mistrza Strikeforce Nicka Diaza w pojedynku o tymczasowy mistrzostwo UFC w wadze półśredniej, a pod koniec roku, 17 listopada zmierzył się w walce unifikacyjnej z mistrzem Georges’em St-Pierre’em, który wrócił po kontuzji. Condit przegrał wyraźnie walkę na punkty z Kanadyjczykiem, lecz miał okazję na zwycięstwo, gdy w 3. rundzie posłał na deski obrońcę tytułu po wysokim kopnięciu.
16 marca 2013 przegrał w eliminatorze do walki o pas mistrzowski z Johnym Hendricksem na punkty. 28 sierpnia zrewanżował się Kampmannowi i znokautował go w ich drugiej walce w 4. rundzie. 15 marca 2014, przegrał przez TKO doznając kontuzji kolana w starciu z Tyronem Woodleyem.
Po znokautowaniu Thiago Alvesa 30 maja 2015 otrzymał ponownie szansę walki o tytuł z ówczesnym mistrzem Robbiem Lawlerem, z którym 2 stycznia 2016 ostatecznie przegrał na punkty (niejednogłośna decyzja sędziów). 27 sierpnia 2016 błyskawicznie uległ mistrzowi brazylijskiego jiu-jitsu Demianowi Mai, który udusił go w 1 minucie i 52 sekundzie starcia.
30 grudnia 2017 wrócił do oktagonu po dłuższej przerwie gdzie zmierzył się z Neilem Mangym. Condit przegrał pojedynek jednogłośnie na punkty.

## Boks/Kick-boxing
Od 2003 do 2005 stoczył cztery zawodowe pojedynki w formule kick-boxing, notując bilans 3-1, w debiucie przegrał z utytułowanym Holendrem Andym Souwerem przez TKO, a w 2004 zanotował jednorazowy występ w zawodowym boksie, przegrywając z Donnelem Wade’em na punkty.

## Osiągnięcia
- 2006: Rumble on the Rock – 2. miejsce
- 2007–2009: mistrz WEC w wadze półśredniej
- 2012: tymczasowy mistrz UFC w wadze półśredniej

## Życie prywatne
Poślubił swoją długoletnią dziewczynę, Seager Marie McCullah, w grudniu 2010 roku. Para powitała swoje pierwsze dziecko, syna, w marcu 2010 roku. Nawiązał współpracę z marką Sene z Los Angeles, aby rozpocząć współpracę ze znaną marką modową w listopadzie 2020 r.